# Calohystricia gerstchi
Calohystricia gerstchi är en tvåvingeart som beskrevs av Charles Howard Curran 1942. Calohystricia gerstchi ingår i släktet Calohystricia och familjen parasitflugor.
Artens utbredningsområde är Panama. Inga underarter finns listade.